# Raincourt
Raincourt é uma comuna francesa na região administrativa de Borgonha-Franco-Condado, no departamento de Alto Sona.
Estende-se por uma área de 8,28 km². Em 2010 a comuna tinha 119 habitantes (densidade: 14,4 hab./km²).